# Opera (Super Junior)
Opera è il terzo singolo ufficiale per il mercato giapponese del gruppo musicale sudcoreano Super Junior, pubblicato il 9 maggio 2012 dalla Avex Trax. È stato originariamente pubblicato in lingua coreana come parte del quinto album del gruppo, Mr. Simple il 3 agosto 2011. Questo singolo ha segnato un nuovo record come gruppo musicale coreano con il maggior numero di singoli venduti in Giappone. Il singolo ha debuttato alla terza posizione della classifica Oricon, vendendo 54 331 copie nel primo giorno nei negozi e 159.789 nella prima settimana.

## Tracce
CD
1. Opera
2. Way
3. Opera - Korean ver. (Limited edition CD Only)

"CD+DVD" DVD Tracklist
1. Opera
2. Opera - Dance ver.
3. Off Shot Clip

## Classifiche
| Classifica (2012) | Posizione massima |
| ----------------- | ----------------- |
| Giappone (Oricon) | 3                 |